# Andre Drummond
Andre Jamal Drummond (* 10. August 1993 in Mount Vernon, New York) ist ein US-amerikanischer Basketballspieler, der bei den Philadelphia 76ers in der National Basketball Association (NBA) unter Vertrag steht. Zuvor war er lange für die Detroit Pistons und anschließend für die Cleveland Cavaliers, Los Angeles Lakers, Philadelphia 76ers, Brooklyn Nets und Chicago Bulls aktiv. Drummond ist 2,11 Meter groß und läuft als Center auf. Er spielte College-Basketball für die Connecticut Huskies. Er wurde im NBA-Draft 2012 von den Pistons an neunter Stelle ausgewählt und war in seiner Karriere bisher zweimal NBA All-Star.

## High School und College

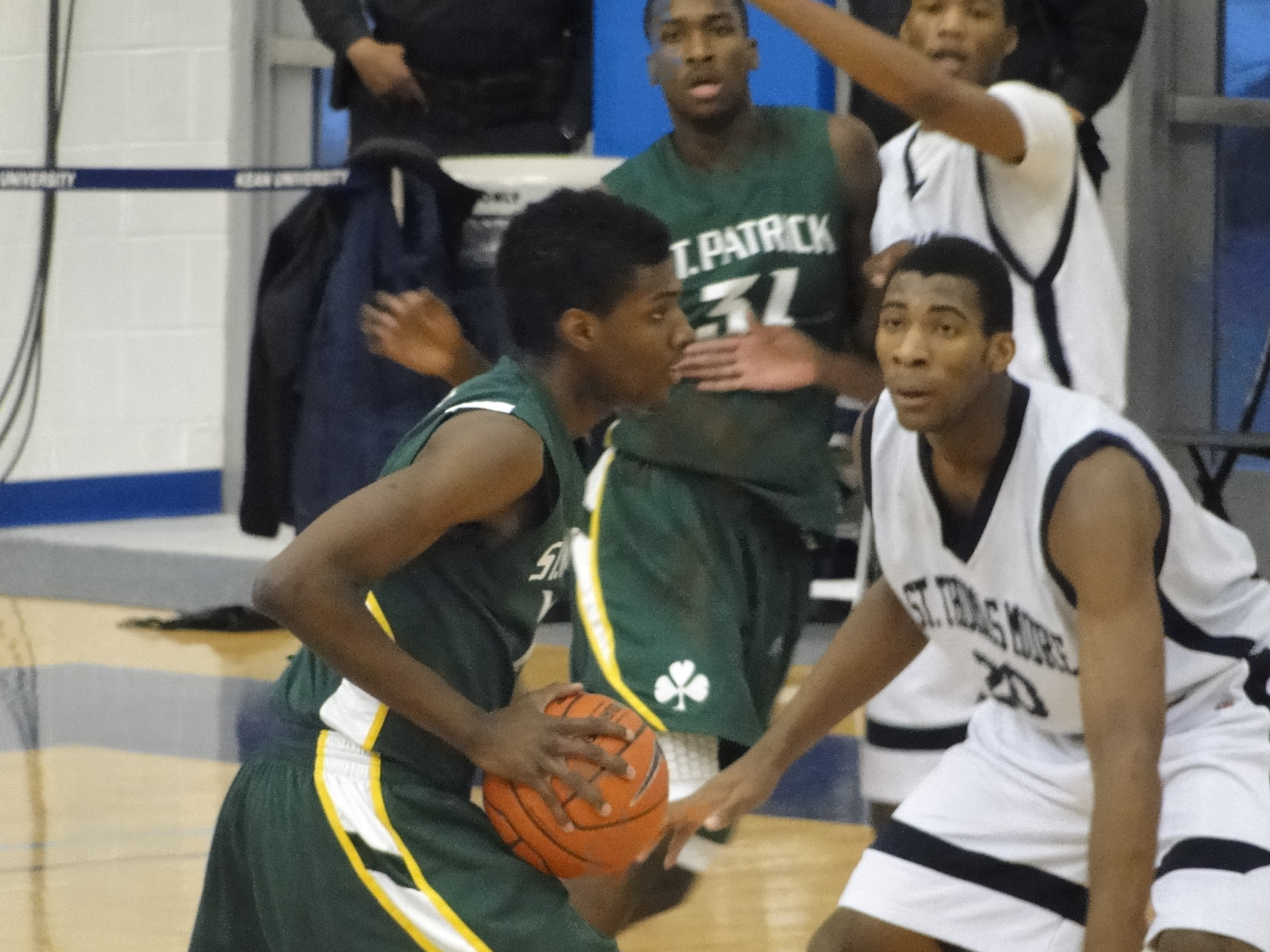
Drummond (rechts) während seiner High-School-Zeit, 2010

Drummond fiel international erstmals bei der FIBA-U17-Weltmeisterschaft 2010 in Hamburg auf, als er mit der amerikanischen Auswahl die Goldmedaille gewann. Er spielte zwei Jahre für die St. Thomas More High School in Oakdale, Connecticut und galt als einer der besten Centerspieler des Landes. In den Talentranglisten von ESPN und Rivals.com belegte er den ersten beziehungsweise zweiten Platz.
Drummond entschied sich für die heimische University of Connecticut. In seinem ersten und einzigen Jahr für die Huskies erzielte Drummond 10,0 Punkte, 7,6 Rebounds und 2,7 Blocks pro Spiel als Freshman.

## NBA

### Detroit Pistons (2012–2020)

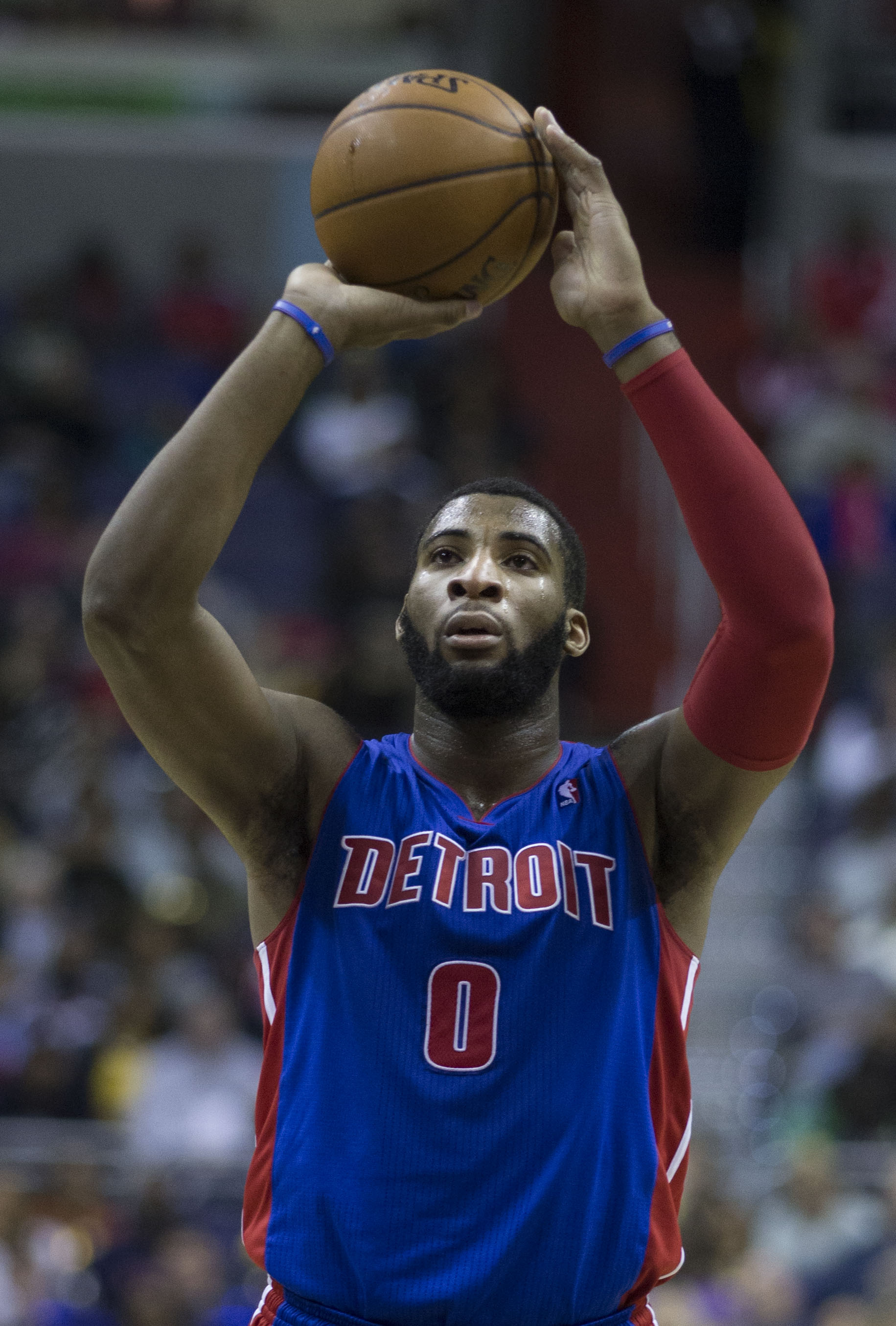
Drummond bei den Pistons (2014)

Obwohl Drummond als einer der besten Spieler des Jahrgangs gesehen wurde, wurde er im NBA-Draft 2012 erst an neunter Stelle von den Detroit Pistons ausgewählt. Er fand sich schnell im Profibasketball zurecht und schloss sein erstes NBA-Jahr mit 7,9 Punkte, 7,6 Rebounds und 1,6 Blocks pro Spiel ab. Für diese Leistung wurde er ins NBA All-Rookie Second Team berufen.
Drummond wurde beim NBA All-Star Weekend 2014 zur Rising Stars Challenge eingeladen und kam in dem Spiel für die Auswahl von Grant Hill zum Einsatz. Er wurde anschließend zum wertvollsten Spieler gewählt. In der Saison 2013/14 wurde er mit 13,2 Rebounds pro Spiel zweitbester Rebounder der Liga hinter DeAndre Jordan. Ein Jahr später steigerte er sich auf 13,5 Rebounds/Spiel und wurde erneut Zweiter hinter Jordan. In den ersten beiden Wochen der Saison 2015/16 wurde Drummond jeweils zum Spieler der Woche der Eastern Conference gewählt. Im Spiel gegen die Indiana Pacers verzeichnete er 25 Punkte und 29 Rebounds, womit er der erste Pistons-Spieler seit 1985 wurde, der in zwei aufeinanderfolgenden Spielen je 20 Punkte und Rebounds schaffte. Am 18. Dezember 2015 gelang ihm mit 33 Punkten und 21 Rebounds das erste 30/20-Spiel eines Pistons-Spielers seit Dennis Rodman im Spieljahr 1990/91. Einen Negativrekord stellte Drummond am 20. Januar 2016 ein, als er 23 von 36 Freiwürfe verfehlte und damit diesen 1967 von Wilt Chamberlain erzielten Wert erreichte. Die 36 Freiwurfversuche waren ebenfalls ein Mannschaftshöchstwert. Am Ende der Saison führte Drummond die Liga mit einem bisherigen Karrierebestwert von 14,8 Rebounds pro Spiel an. Er wurde zudem das erste Mal in das NBA All-Star Game eingeladen. Mit den Pistons qualifizierte er sich zudem erstmals für die Playoffs.
Drummond verblieb noch weitere Jahre bei den Detroit Pistons, bei denen er als Stammcenter Leitungsträger. 2018 erhielt Drummond die zweite All-Star-Nominierung einer Karriere. Er führte die Liga 2018 und 2019 in der statistischen Wertung Rebounds pro Spiel an. Mit den Pistons erreichte er nur 2019 noch einmal die Playoffs.

### Cleveland Cavaliers (2020–2021)
Nach mehr als acht Jahren bei den Pistons wurde Drummond im Februar 2020 im Tausch gegen Brandon Knight und John Henson zu den Cleveland Cavaliers transferiert. Drummond bestritt nur acht Spiele für die Mannschaft. Beide Seiten waren der Meinung, dass es keine gemeinsame Zukunft geben werde, man einigte sich, den Vertrag gegen Zahlung einer Abfindung aufzulösen (englisch: Buyout), womit Drummond zu einem Free Agent wurde.

### Los Angeles Lakers (2021)
Im März 2021 unterschrieb Drummond einen Vertrag bei den Los Angeles Lakers.

### Philadelphia 76ers (2021–2022)
Nachdem er am Ende der Saison 2020/21 vertragslos geworden, unterschrieb er im August 2021 einen Vertrag bei den Philadelphia 76ers und kam meist als Ersatz von Joel Embiid zum Einsatz. In 49 Spielen für Philadelphia kam Drummond auf Mittelwerte von 6,1 Punkten und 8,8 Rebounds, mit rund 18 Minuten je Begegnung erhielt er in Philadelphia die geringste Einsatzzeit seit dem Beginn seiner NBA-Laufbahn.

### Brooklyn Nets (2022)
Im Februar 2022 wurde Drummond an die Brooklyn Nets abgegeben. Er wechselte gemeinsam mit seinen Mannschaftskameraden Ben Simmons und Seth Curry, während Philadelphia im Gegenzug James Harden, Paul Millsap sowie künftige Draft-Auswahlrechte erhielt.

### Chicago Bulls (2022–2024)
Im Juli 2022 unterschrieb Drummond einen 2-Jahres-Vertrag bei den Chicago Bulls.

### Philadelphia 76ers (seit 2024)
2024 kehrte Drummond zu den Philadelphia 76ers zurück.

## Nationalmannschaft
Drummond wurde mit den USA bei der Basketball-Weltmeisterschaft 2014 Weltmeister.

## Auszeichnungen und Erfolge
- 2× NBA All-Star: 2016, 2018
- All-NBA Third Team: 2016
- NBA All-Rookie Second Team 2013
- Rising Stars Challenge MVP 2014
- Führte die NBA in Rebounds an: 2016, 2018, 2019

## Karriere-Statistiken

### NBA

#### Reguläre Saison
| Saison   | Team                    | GP  | GS  | MPG  | FG%  | 3P%  | FT%  | RPG  | APG | SPG | BPG | PPG  |
| -------- | ----------------------- | --- | --- | ---- | ---- | ---- | ---- | ---- | --- | --- | --- | ---- |
| 2012/13  | Detroit                 | 60  | 10  | 20.7 | .608 | .500 | .371 | 7.6  | 0.5 | 1.0 | 1.6 | 7.9  |
| 2013/14  | Detroit                 | 81  | 81  | 32.3 | .623 | .000 | .418 | 13.2 | 0.4 | 1.2 | 1.6 | 13.5 |
| 2014/15  | Detroit                 | 82  | 82  | 30.5 | .514 | .000 | .389 | 13.5 | 0.7 | 0.9 | 1.9 | 13.8 |
| 2015/16  | Detroit                 | 81  | 81  | 32.9 | .521 | .333 | .355 | 14.8 | 0.8 | 1.5 | 1.8 | 16.2 |
| 2016/17  | Detroit                 | 81  | 81  | 29.7 | .530 | .286 | .386 | 13.8 | 1.1 | 1.5 | 1.1 | 13.6 |
| 2017/18  | Detroit                 | 78  | 78  | 33.7 | .529 | .000 | .605 | 16.0 | 3.0 | 1.5 | 1.6 | 15.0 |
| 2018/19  | Detroit                 | 79  | 79  | 33.5 | .533 | .132 | .590 | 15.6 | 1.4 | 1.7 | 1.7 | 17.3 |
| 2019/20  | Detroit / Cleveland     | 57  | 56  | 33.0 | .533 | .143 | .575 | 15.2 | 2.7 | 1.9 | 1.6 | 17.7 |
| 2020–21  | Cleveland / L.A. Lakers | 46  | 46  | 27.0 | .493 | .000 | .600 | 12.0 | 2.0 | 1.4 | 1.1 | 14.9 |
| 2021–22  | Philadelphia / Brooklyn | 73  | 36  | 19.7 | .570 | .000 | .524 | 9.3  | 1.8 | 1.1 | 0.9 | 7.9  |
| 2022–23  | Chicago                 | 67  | 0   | 12.7 | .606 | .000 | .536 | 6.6  | 0.5 | 0.7 | 0.4 | 6.0  |
| 2023–24  | Chicago                 | 79  | 10  | 17.1 | .556 | .000 | .592 | 9.0  | 0.5 | 0.9 | 0.6 | 8.4  |
| Gesamt   | Gesamt                  | 864 | 640 | 17.2 | .543 | .125 | .482 | 12.4 | 1.2 | 1.3 | 1.3 | 12.7 |
| All-Star | All-Star                | 2   | 0   | 18.0 | .833 | .000 | —    | 8.0  | 0.0 | 1.0 | 0.5 | 15.0 |

#### Play-offs
| Saison  | Team        | GP | GS | MPG  | FG % | 3P % | FT % | RPG  | APG | SPG | BPG | PPG  |
| ------- | ----------- | -- | -- | ---- | ---- | ---- | ---- | ---- | --- | --- | --- | ---- |
| 2015/16 | Detroit     | 4  | 4  | 32.8 | .519 | .000 | .324 | 9.0  | 0.0 | 0.3 | 1.5 | 16.8 |
| 2018/19 | Detroit     | 4  | 4  | 31.8 | .444 | .000 | .429 | 13.0 | 2.3 | 1.5 | 1.3 | 14.3 |
| 2020–21 | L.A. Lakers | 5  | 5  | 21.0 | .594 | —    | .700 | 11.0 | 0.0 | 0.8 | 0.6 | 9.0  |
| 2021–22 | Brooklyn    | 4  | 4  | 15.0 | .545 | —    | .600 | 3.0  | 0.8 | 1.3 | 0.8 | 3.8  |
| Gesamt  | Gesamt      | 17 | 17 | 24.9 | .510 | .000 | .429 | 9.1  | 0.7 | 0.9 | 1.0 | 10.8 |